# إيغور روسي
إيغور روسي برانكو (بالبرتغالية: Igor Rossi Branco‏) (مواليد 10 مارس 1989 في كامبيناس) هو لاعب كرة قدم برازيلي يجيد اللعب كمدافع ويلعب حاليا لنادي القادسية الكويتي.

## وصلات خارجية
- إيغور روسي على موقع قاعدة بيانات كرة القدم.إي يو (الإنجليزية)
- إيغور روسي على موقع Soccerbase.com (لاعب) (الإنجليزية)
- إيغور روسي على موقع Soccerway.com (الإنجليزية)
- إيغور روسي على موقع عالم كرة القدم.نت (الإنجليزية)